# Mikołaj Wiśniewski (szlachcic)
Mikołaj Ignacy Antoni Wiśniewski herbu Prus I – polski szlachcic, ziemianin, kapitan wojsk napoleońskich, członek Stanów Galicyjskich.

## Życiorys
Pochodził z polskiej rodziny szlacheckiej Wiśniewskich herbu Prus I. Był synem Jana Gwalberta i Franciszki ze Skorupków-Padlewskich herbu Ślepowron. Posiadał w Galicji majątek ziemski Strzeliska. Walczył podczas wojen napoleońskich, był kapitanem I pułku ułanów nadwiślańskich. W 1832 został członkiem Stanów Galicyjskich.

Żonaty z Emilią z Nartowskich herbu Trzaska. Z tego związku syn Wiktor Wiśniewski, powstaniec z 1863.